# Myriapora orientalis
Myriapora orientalis is een mosdiertjessoort uit de familie van de Myriaporidae. De wetenschappelijke naam van de soort werd, als Myriozoum orientale, voor het eerst geldig gepubliceerd in 1929 door Kluge.